# Сатхинь (ипподром)
«Сатхинь» (англ. Sha Tin Racecourse, кит. трад. 沙田馬場) — один из двух ипподромов Гонконга, новее и больше, чем «Хэппи-Вэлли». Вместимость трибун до 85 тысяч человек. Расположен в одноимённом округе Гонконга. Владелец сооружения и оператор скачек — одна из крупнейших некоммерческих организаций территории Hong Kong Jockey Club.

## История
Первый ипподром в Британской колонии Гонконг был открыт в 1845 году. В 1884 году был организован Гонконгский жокей-клуб, и с этого момента все скачки начали проходить под его контролем. Второй ипподром в Гонконге был построен в 1978 году в округе Сатхинь на Новых территориях. Первоначально он имел одну трибуну, рассчитанную на 35 тысяч зрителей, но позже была достроена вторая трибуна, что увеличило вместимость до 85 тысяч человек. Первые международные скачки на новом ипподром прошли в 1988 году.
После реконструкции 2004 года над трибунами появилась первая в мире выдвигающаяся крыша. В 2008 году «Сатхинь» использовался для конных соревнований Летней олимпиады.
Третий ипподром, находящийся под юрисдикцией Жокей Клуба Гонконга, расположен в материковом Китае. Его строительство было завершено в 2018 году, а первые скачки состоялись уже в 2019 году.

## Условия
Скачки проводятся на двух дорожках:
- травяной (Turf). Длина 1900 м, в том числе 2 прямых отрезка по 430 м с карманами для старта скачек на дистанцию 1000 м по прямой и на 1800 м с одним поворотом;
- всепогодной (All Weather Track). Длина 1560 м, длина прямых участков 380 м.

Кроме скаковых кругов и крытых трибун с кассами тотализатора, на территории ипподрома расположены 20 конюшен на 1260 лошадей, ветеринарная клиника, лаборатория и бассейн для тренинга лошадей.
Обычно скачки проходят по воскресеньям или субботам (на «Хэппи-Вэлли» по средам), а также 1 октября (День образования КНР), 1 января (Новый год) и, независимо от дня недели, в честь Нового года по китайскому календарю. Сезон начинается в сентябре и заканчивается в середине июля. Перерыв в скачках связан с жаркой погодой, чередующейся с тайфунами.
В сезоне 2017-18 годов общий объём ставок составил HK$124,28 млрд ($16 млрд), чистая прибыль — HK$5,48 млрд, а размер уплаченных налогов — более HK$13 млрд. Сумма призовых, выплаченная Жокей Клубом составила HK$1,22 млрд. За сезон ипподром «Сатхинь» посетило 1,438 млн человек («Хэппи-Вэлли» — 701 тысяча человек). Ставки делаются не только на ипподромах, но и в отделениях по всему Гонконгу, а также через Интернет. Доля ставок, сделанных из-за рубежа составила 13,3 %.

## Главные скачки
Главные скачки, разыгрываемые на ипподроме «Сатхинь», и их статус (1 группа — наиболее значимые скачки с призовым фондом от 10 до $20 млн гонконгских долларов):
- Celebration Cup (3 группа, 1 октября)
- National Day Cup (3 группа, 1 октября)
- Premier Bowl (2 группа, конец октября)
- Oriental Watch Sha Tin Trophy (2 группа, конец октября)
- Sa Sa Ladies' Purse (3 группа, начало ноября, спонсор — компания Sa Sa, китайский производитель галантереи)
- BOCHK Jockey Club Cup (2 группа, середина ноября, спонсор — Bank of China (Hong Kong))
- BOCHK Wealth Management Jockey Club Mile (2 группа, середина ноября, спонсор — Bank of China (Hong Kong))
- BOCHK Wealth Management Jockey Club Sprint (2 группа, середина ноября, спонсор — Bank of China (Hong Kong))
- LONGINES Hong Kong Cup (1 группа, начало декабря, спонсор — Longines)
- LONGINES Hong Kong Mile (1 группа, начало декабря, спонсор — Longines)
- LONGINES Hong Kong Sprint (1 группа, начало декабря, спонсор — Longines)
- LONGINES Hong Kong Vase (1 группа, начало декабря, спонсор — Longines)
- Chinese Club Challenge Cup (3 группа, 1 января)
- Bauhinia Sprint Trophy (3 группа, начало января)
- Centenary Sprint Cup (1 группа, конец января)
- Stewards' Cup (1 группа, конец января)
- Centenary Vase (3 группа, конец января)
- Hong Kong Classic Mile (конец января)
- Citi Hong Kong Gold Cup (1 группа, середина февраля, спонсор — Citigroup)
- Queen’s Silver Jubilee Cup (1 группа, середина февраля)
- Hong Kong Classic Cup (середина февраля)
- BMW Hong Kong Derby (середина марта, спонсор — BMW)
- Chairman’s Trophy (2 группа, начало апреля)
- Sprint Cup (2 группа, начало апреля)
- QEII Cup (1 группа, конец апреля)
- Champions Mile (1 группа, конец апреля)
- Chairman’s Sprint Prize (1 группа, конец апреля)
- Standard Chartered Champions & Chater Cup (1 группа, конец мая, спонсор — Standard Chartered)
- Sha Tin Vase (3 группа, конец мая)
- Lion Rock Trophy (3 группа, начало июня)
- Premier Cup (3 группа, конец июня)
- Premier Plate (3 группа, конец июня)